# نرادین
نرادین (به صربی: Neradin) یک منطقهٔ مسکونی در صربستان است که در Irig municipality واقع شده‌است. نرادین ۵۵۱ نفر جمعیت دارد.